# Baillie de Jerviswood
Robert Baillie (conhecido por Baillie de Jerviswood; c. 1634 — Edimburgo, 24 de dezembro de 1684) foi um conspirador escocês implicado na Conspiração de Rye House contra Carlos II da Inglaterra e executado por traição.

## Biografia
Baillie era filho de George Baillie de St John's Kirk, Lanarkshire, que comprou a propriedade de Jerviswood em 1636 e a de Mellerstain em 1643, durante o reinado de Carlos I. Ele desagradou o Governo escocês ao resgatar, em junho de 1676, o seu cunhado James Kirkton, um ministro presbiteriano da Igreja da Escócia, que havia sido preso e confinado ilegalmente em uma casa por Carstairs, um informante. Foi multado em 500 libras, permanecendo na prisão por quatro meses e, em seguida, foi libertado ao pagar metade da multa para Carstairs. Decepcionado com a justiça de seu país, decidiu em 1683 emigrar para a Carolina do Sul, mas o plano não deu em nada.
No mesmo ano, Baillie, com alguns de seus amigos, foi até Londres e se reuniu com o Duque de Monmouth, Lorde Russell e seus partidários a fim de obter uma reparação. Quando a Conspiração de Rye House foi descoberta, Baillie foi preso. Questionado pelo rei Carlos II, Baillie negou qualquer conhecimento da conspiração, mas não negou ter sido pedido sua opinião sobre uma insurreição na Escócia. Foi posteriormente detido e enviado como prisioneiro de volta para a Escócia. Embora não houvesse qualquer evidência para sustentar sua conexão com o complô, foi multado em 6000 libras e mantido em confinamento.
Já estava em um estado lamentável, quando em 23 de dezembro de 1684, Baillie foi levado novamente perante o Tribunal Superior sob a acusação de traição. Foi declarado culpado no dia seguinte e enforcado na mesma tarde na praça principal de Edimburgo, com todas as barbaridades usuais. Seu tratamento chocante foi lembrado por muito tempo como um dos piores crimes cometidos pela administração Stuart na Escócia.
O bispo Burnet, que era seu primo, descreve-o como "nos princípios presbiterianos, mas... um homem de grande piedade e virtude, instruído na lei, na matemática e nas línguas". Casou com uma irmã de Lorde Warriston e deixou um filho, George, que se refugiou na Holanda, mais tarde retornando com Guilherme de Orange e tendo restaurado suas propriedades, antes de casar com Grizel Hume.